# I☆can
《I☆can》是日本LiLiM在2009年8月28日發售的戀愛冒險類型成人遊戲，電腦CLUB（電脳CLUB）在2011年1月27日發售DVDPG版。2015年4月24發售的合集《LiLiM Premium BOX -美龍昇天-》收錄短篇故事。2010年PoRO開始發售OVA版。

## 故事
天道良太在回家的路途中走到轉彎處的時候，意外和從未見過的女生藤堂美夕接吻了。在接吻後美夕瞬間立刻變身為偶像的裝扮。美夕的使魔クプー出來說明自己是從魔法國ドリームキャッスル來實現女生願望的使魔，為了能讓美夕實現偶像的願望而用魔法來變身。可是之前都使用魔法變身的效果不是很好，需要良太有能增強クプー魔法能力的特異體質。良太為了幫助美夕完成心願而開始努力成為美夕的經紀人並且和美夕開始展開同居生活。

## 角色

### 主要角色
天道良太
本作男主角。聖華學園的學生。
藤堂美夕（聲優：西田こむぎ）
身高：152cm，血型：A型，三圍：B90/W57/H88
在小時候就一直夢想自己能夠成為偶像，生性害羞有極度的對人恐懼症。
（聲優：民安友繪）
身高：158cm，血型：A型，三圍：B92/W58/H89
有錢的大小姐，良太的同學，在有名的演藝事務所「スターライトファクトリー」所屬的偶像。夢想能夠成為第一偶像，在透過ホーリー的協助下而努力著。

### 其他角色
（聲優：青葉りんご）
美夕的使魔，正式名稱是クリストファー・ランデール・プロビデルIV世，來至魔法國ドリームキャッスル。
（聲優：上田朱音）
レイナ的使魔，正式名稱是フォーカス・リンドバーグ・ホルディバインIX世，和クプー同樣也是來至魔法國ドリームキャッスル。
南野智美（聲優：西野亞梨子）
演藝事務所「TFA芸能プロダクション」的社長兼經紀人。，丈夫在12年前過世了。
寺田幸二（聲優：胸肩腎）
電視台的製作人。一直都有陪睡的傳聞。
根岸甚蔵（聲優：ルネッサンス山田）
演藝記者。
山下悠斗（聲優：ルネッサンス山田）
有名的人氣偶像。
高崎徹（聲優：原田友貴）
搞笑藝人。
村田隆志（聲優：胸肩腎）
樂隊「ブラッディ・アンセム」的主唱。
櫻井拓也（聲優：胸肩腎）
良太的同學。

## 主題曲
片頭曲
作詞：織姫よぞら　作曲：小池雅也　編曲：ケニーK　歌：民安友繪、織姫よぞら
插入曲
作詞：宮沢ゆあな　作曲：薬師るり　編曲：土谷知幸　歌：Cheerful+Colorful
片尾曲
作詞：宮沢ゆあな　作曲：薬師るり　編曲：松美夜孤雨兵　歌：青葉りんご

## OVA
OVA版是PoRO在2010年6月25日開始發售的成人動畫。原本最初只有發售兩卷，後來在2015年4月24日發售第三卷。

### 各話列表
| 卷數 | 標題                                      | 發售日        |
| ---- | ----------------------------------------- | ------------- |
| 上卷 | そんなこと……したくありませんっ            | 2010年6月25日 |
| 下卷 | わたし……しちゃいました                    | 2010年8月27日 |
|      | はめドル・レイナ ～囁く憎棒に拒み潤う媚肉 | 2015年4月24日 |

### 工作人員
- 原作：LiLiM
- 企劃：いちもつ堂
- 角色設定：栗原基彦
- 劇本：PON
- 製作人：天手毛天
- 製作：PoRO

## 外部連結
- LiLiM（页面存档备份，存于）（日語）